# Gymnospora blanchetii
Gymnospora blanchetii är en jungfrulinsväxtart som först beskrevs av Robert Hippolyte Chodat, och fick sitt nu gällande namn av J.F.B.Pastore. Gymnospora blanchetii ingår i släktet Gymnospora och familjen jungfrulinsväxter. Inga underarter finns listade i Catalogue of Life.